# Il regno dei Superman (film)
Il regno dei Superman (Reign of the Supermen) è un film d'animazione del 2019 diretto da Sam Liu.
È il sequel del film del 2018 The Death of Superman ed è basato sulla seconda parte del ciclo di fumetti DC Comics incentrata sulla morte e il ritorno di Superman. Costituisce inoltre il trentaquattresimo titolo del DC Universe Animated Original Movies, e il tredicesimo capitolo del cosiddetto DC Animated Movie Universe.

## Trama
Sei mesi dopo la morte di Superman nel tremendo scontro con Doomsday, Lois cerca di superare il dolore grazie all'aiuto dei Kent e di Diana Prince, con cui stringe amicizia nel ricordo di Clark. Il mondo, tuttavia, è ancora legato al kryptoniano grazie alla presenza di quattro entità che ne hanno assunto l'eredità: Superboy, Acciaio, Eradicatore e Cyborg Superman. Quest'ultimo dichiara pubblicamente di essere il vero Kal-El, sopravvissuto allo scontro con Doomsday e tornato sottoforma di cyborg, sollevando molte perplessità tra Lois e gli altri alleati e amici di Superman.
Lex Luthor presenta alla stampa Superboy, il "suo" Superman, clone dell'originale creato usando anche il DNA del magnate. La conferenza stampa viene però interrotta dal misterioso Eradicatore, che aggredisce Lex, in quanto "noto criminale", e scatena il caos, ferendo altri presenti alla conferenza. Superboy, Acciaio e Cyborg Superman intervengono. I quattro si scontrano, fino a che Eradicatore non si ritira. In questa occasione Lois riconosce in Acciaio il dottor John Irons, che aveva incontrato in passato. Irons deve la vita al vero Superman, e anche se non possiede poteri si è sentito in dovere di riempire il vuoto lasciato dalla morte dell'eroe, combattendo il crimine di Metropolis utilizzando una armatura potenziata di sua invenzione.
Lex prosegue la sua campagna marketing di Superboy riuscendo a inserirlo nella missione della Justice League in cui il gruppo deve tutelare la presidentessa degli Stati Uniti durante il lancio nello spazio della nuova Torre di Controllo, ma proprio in questa occasione il convoglio viene attacato da dei parademoni. All'improvviso si apre un boomdotto che porta la JLA su Apokolips. Cyborg Superman salva la presidentessa e viene celebrato come il vero Superman. Poco dopo Lois scopre che Cyborg Superman ha fatto visita alla tomba dell'astronauta Terri Hanshaw, deducendo con l'aiuto di Acciaio che in realtà questi sia Hank Henshaw, marito di Terri e astronauta anche esso, ritenuto morto insieme alla moglie durante una missione spaziale finita in tragedia. 
Nel frattempo la scomparsa della Justice League causa il panico. Cyborg Superman annuncia pubblicamente di voler creare una nuova organizzazione di supereroi, accettando volontari fra i cittadini di Metropolis, donando loro superpoteri grazie alla stessa "tecnologia aliena" che gli avrebbe salvato la vita. In realtà, Henshaw è stato salvato da Darkseid, ed ora sia lui che i volontari sono sotto il suo controllo. 
Il tiranno di Apokolips è infatti l'autore del piano che ha portato alla morte di Superman e alla scomparsa della Justice League allo scopo di conquistare la Terra. I volontari di Metropolis vengono così trasformati in una truppa speciale guidata da Cyborg Superman e fedele a Darkseid. Nel frattempo, Acciaio, con l'aiuto di Lois e Lex, riesce a raggiungere la Fortezza della Solitudine. Qui John viene attaccato da Eradicatore. lo scontro viene però interrotto dal vero Superman: egli è veramente sopravvissuto grazie alla tecnologia del suo pianeta, ma si sta ancora riprendendo ed è lontano dal massimo dei suoi poteri. Eradicatore non è altro che un'intelligenza artificiale kryptoniana, pensata per difendere Superman e prendere il suo posto durante la sua convalescenza. Mentre Lex e Lois scoprono la verità dietro Henshaw e il suo legame con Darkseid, al gruppo di superuomini si unisce anche Superboy, stanco di essere considerato un semplice sottoposto di Lex.
Tornati a Metropolis, Superman, Acciaio e Superboy cominciano a combattere contro la truppa di Henshaw: quest'ultimo riesce a condurre Superman sulla nuova Torre di Controllo e comincia a combattere con lui. Qui il cyborg rivela a Superman che lo considera responsabile della morte della moglie, in quanto l'unico che sarebbe stato capace di salvarla. Grazie tuttavia all'intervento di Lois e all'uso di un cristallo della Fortezza in cui aveva programmato Eradicatore, Superman riesce a fermare Henshaw mentre Lex, craccando la tecnologia delle scatole madri presenti nelle uniformi della milizia, riesce a riportare sulla Terra la Justice League e a fermare l'invasione di Darkseid.
Il mondo riabbraccia quindi sia il vero Superman che Clark Kent mentre Superboy, sotto il nome di Conner Kent, va a vivere con i genitori di Clark; nella scena dopo i titoli di coda la Justice League discute le prossime mosse da compiere contro Darkseid e Lex si candida ad entrare nel gruppo.

## Doppiatori originali
| Voice actor        | Character                                     |
| ------------------ | --------------------------------------------- |
| Jerry O'Connell    | Clark Kent / Superman                         |
| Rebecca Romijn     | Lois Lane                                     |
| Rainn Wilson       | Lex Luthor                                    |
| Cameron Monaghan   | Conner Kent / Superboy                        |
| Cress Williams     | John Henry Irons / Acciaio                    |
| Patrick Fabian     | Hank Henshaw / Cyborg Superman                |
| Jason O'Mara       | Bruce Wayne / Batman                          |
| Rosario Dawson     | Diana Prince / Wonder Woman                   |
| Shemar Moore       | Victor Stone / Cyborg                         |
| Nathan Fillion     | Hal Jordan / Lanterna Verde                   |
| Christopher Gorham | Barry Allen / Flash                           |
| Nyambi Nyambi      | J'onn J'onzz / John Jones / Martian Manhunter |
| Tony Todd          | Darkseid                                      |
| Charles Halford    | Bibbo Bibbowsky Eradicatore                   |
| Rocky Carroll      | Perry White                                   |
| Toks Olagundoye    | Cat Grant                                     |
| Max Mittelman      | Jimmy Olsen                                   |
| Paul Eiding        | Jonathan Kent                                 |
| Jennifer Hale      | Martha Kent                                   |
| Trevor Devall      | Dabney Donovan                                |
| Erica Luttrell     | Mercy Graves                                  |